# Joel Carlson
Joel Frans Adolf Carlson (Estocolmo, 23 de junho de 1889 – Recife, 7 de setembro de 1942) foi um missionário e militar sueco e pioneiro da Assembleia de Deus em Pernambuco (IEADPE). Foi casado com Signe Carlson e teve quatro filhos: Börje, Ruth, Ragnar e Elsa Carlson.

## Biografia
Joel Carlson era membro da Igreja Batista na Suécia e serviu nas forças armadas do seu país. Em uma operação militar, sofreu um acidente e foi levado para um hospital, onde, após os procedimentos de emergência, ficou sendo assistido por uma enfermeira muito dedicada: Signe Hedlund.[carece de fontes?] Signe nasceu em 2 de janeiro de 1892, em Esklstuna, e era membro da Igreja Filadélfia de Estocolmo.
Joel e Signe se casaram em 15 de outubro de 1917, em cerimônia dirigida por Lewi Pethrus. No mesmo dia foram comissionados pela Igreja Filadélfia de Estocolmo como missionários para o Brasil. Chegaram em Belém do Pará em 12 de janeiro de 1918, onde já se encontravam os missionários suecos Gunnar Vingren e Daniel Berg. Lá, dedicaram-se ao aprendizado do idioma português e depois transferiram-se para o Recife.

## A Assembleia de Deus no Recife
Em 1916, o paraense Adriano Nobre, enviado por Gunnar Vingren e a Assembleia de Deus de Belém traz o movimento pentecostal para Recife, e realiza os primeiros cultos no bairro dos Coelhos, na casa de João e Felipa Ribeiro, já evangélicos. No ano seguinte realiza os primeiros batismos.
Em 24 de outubro de 1918, quatro dias após a chegada dos Carlson no Recife, realizaram a primeira reunião na casa dos mesmos Felipa e João Ribeiro. Os primeiros anos foram difíceis para os missionários, com poucas conversões. Joel visita a Paraíba e o Rio Grande do Norte, e decide mudar-se, sendo convencido por João Ribeiro a permanecer no Recife. Em 1919, compraram um mocambo no bairro de Gameleira, onde os cultos acontecem por alguns meses. No mesmo ano, Carlson visita Ceará-Mirim, e seu trabalho de evangelização resulta no nascimento da Assembleia de Deus ali. Em 1922, aluga um salão onde funcionara um depósito de sal. O crescimento finalmente começa a acontecer, apesar das perseguições até de outras igrejas evangélicas. No mesmo ano é fundada a Assembleia de Deus em Vitória de Santo Antão, o segundo trabalho fundado no Estado de Pernambuco.
Em 15 de abril de 1928, o Missionário inaugura no bairro da Encruzilhada o templo-sede da Assembleia de Deus em Pernambuco, já com cerca de 1.500 membros. Este templo foi a sede da igreja até 1977, quando passam ao templo em Santo Amaro.
Em 1919, Joel e Signe fundaram o primeiro orfanato da Missão Sueca no Brasil, o Orfanato Betel, que posteriormente foi transferido para a Assembleia de Deus em Abreu e Lima.
Carlson abre trabalhos em Campo Grande, Pina e Porto da Madeira. Entre 1929-1931, o missionário passa um tempo na Suécia. Depois disso, novos trabalhos se iniciam em Escada, Palmares, Ribeirão, Sirinhaém e Garanhuns. Atualmente, a igreja está presente em todos os municípios de Pernambuco. Entretanto, desde 1977 a denominação no estado se dividiu em dois Campos ou Ministérios, concorrentes entre si: o de Recife, marcado pela cor azul, e o de Abreu e Lima, marcado pela cor verde.
Joel Carlson também apoiou a Assembleia de Deus em Campina Grande. Em 1932 a igreja de Recife sedia a terceira Convenção Geral das Assembleias de Deus no Brasil, e Carlson foi eleito seu presidente. O missionário também tocava violino e foi autor de dois hinos e cinco versões na Harpa Cristã.

## Morte
Em 23 de agosto de 1942, o missionário Joel Carlson batizou sozinho 187 convertidos. Um dos batizados estava com tifo e transmitiu a doença a Carlson, que falece por causa da doença.  A igreja em Recife então contava com mais de 3.500 membros.
Signe faleceu em 15 de junho de 1980, aos 88 anos de idade.